# Parenchelyurus hepburni
Parenchelyurus hepburni és una espècie de peix de la família dels blènnids i de l'ordre dels perciformes.

## Morfologia
- Els mascles poden assolir 4,5 cm de longitud total.[1][2]

## Reproducció
És ovípar.

## Hàbitat
És un peix marí de clima tropical i associat als esculls de corall que viu entre 1-4 m de fondària.

## Distribució geogràfica
Es troba des de Madagascar fins a Samoa, les Illes Ryukyu i el sud de la Gran Barrera de Corall.